# Ermanox
Ermanox es un modelo de cámara fotográfica fabricada por Ernemann Works que apareció en 1924 y fue empleada por los pioneros del periodismo fotográfico.

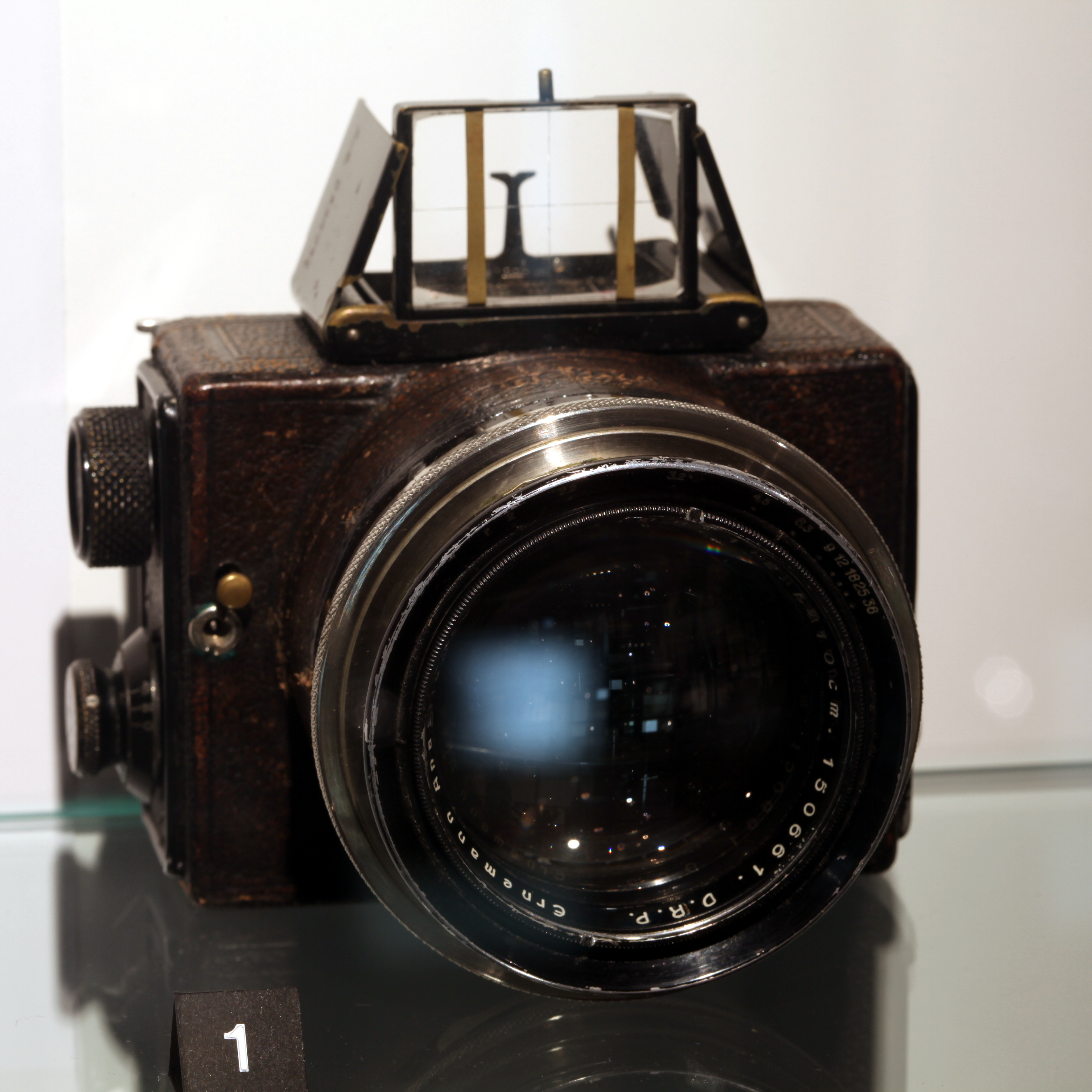
Con una lente Ernostar 85/1.8 y un obturador 1/20-1/1000s

El periodismo fotográfico en la época de entreguerras en Alemania sufrió un notable cambio originado por dos motivos: uno, los cambios técnicos introducidos en la toma de fotografías, y otro, la búsqueda de imágenes que no se adaptasen al fuerte convencionalismo visual existente por culpa en muchos casos de la censura. Entre los cambios técnicos se encuentra la aparición de las cámaras de 35 mm o de pequeño formato entre las que destacó Leica.
Sin embargo un año antes de la aparición de esta cámara la empresa alemana Ernemann Works ubicada en Dresde sacó al mercado una cámara que podía trabajar con placas fotográficas de 4,5 por 6 cm, con el nombre de Ermanox. Además disponía de un objetivo Ernostar con diafragmas de gran apertura y focales de f/1.8 y f/2. Apareció en el mercado con el nombre de Emox y en muchos fotógrafos se convirtió en una cámara de transición a las cámaras de 35 mm ya que presentaba placas de pequeño tamaño y movilidad para realizar fotografías rápidas.
Pioneros del fotoperiodismo como Erich Salomon y Felix H. Man utilizaron esta cámara en sus principales trabajos antes de emplear Leica. En 1926 dejó de fabricarse al fusionarse Ernemann con Zeiss Ikon.